# مايكل أشكين
مايكل أشكين هو فنان أمريكي يصنع المنحوتات ومقاطع الفيديو والصور والمنشآت التي تصور مناظر طبيعية مهمشة ومهجورة. وهو أستاذ في كلية العمارة والفنون والتخطيط بجامعة كورنيل. كان أشكين زميلًا في غوغنهايم لعام 2009. 

## روابط خارجية
- الموقع الرسمي للفنان
- ملف جامعة كورنيل
- نبذة عن مؤسسة غوغنهايم 2009